# Acalolepta riouensis
Acalolepta riouensis es una especie de escarabajo longicornio del género Acalolepta, tribu Monochamini, subfamilia Lamiinae. Fue descrita científicamente por Aurivillius en 1924.
Se distribuye por Indonesia. Mide aproximadamente 28-30 milímetros de longitud.